# 斜紋短鬚石首魚
斜紋短鬚石首魚為輻鰭魚綱鱸形目鱸亞目石首魚科的其中一種，分布東大西洋區，從法國比斯開灣至南非海域，棲息深度50-300公尺，體長可達80公分，棲息在沙泥底質的大陸棚及大陸坡，屬肉食性，以蝦子、蠕蟲等為食，可作為食用魚。